# Un prete da uccidere
Un prete da uccidere (To Kill a Priest) è un film del 1988 diretto da Agnieszka Holland.
Il film è basato sulla vera storia dell'assassinio del sacerdote Jerzy Popiełuszko da parte del regime comunista polacco nel 1984.